# 2017 브릿지워크서울

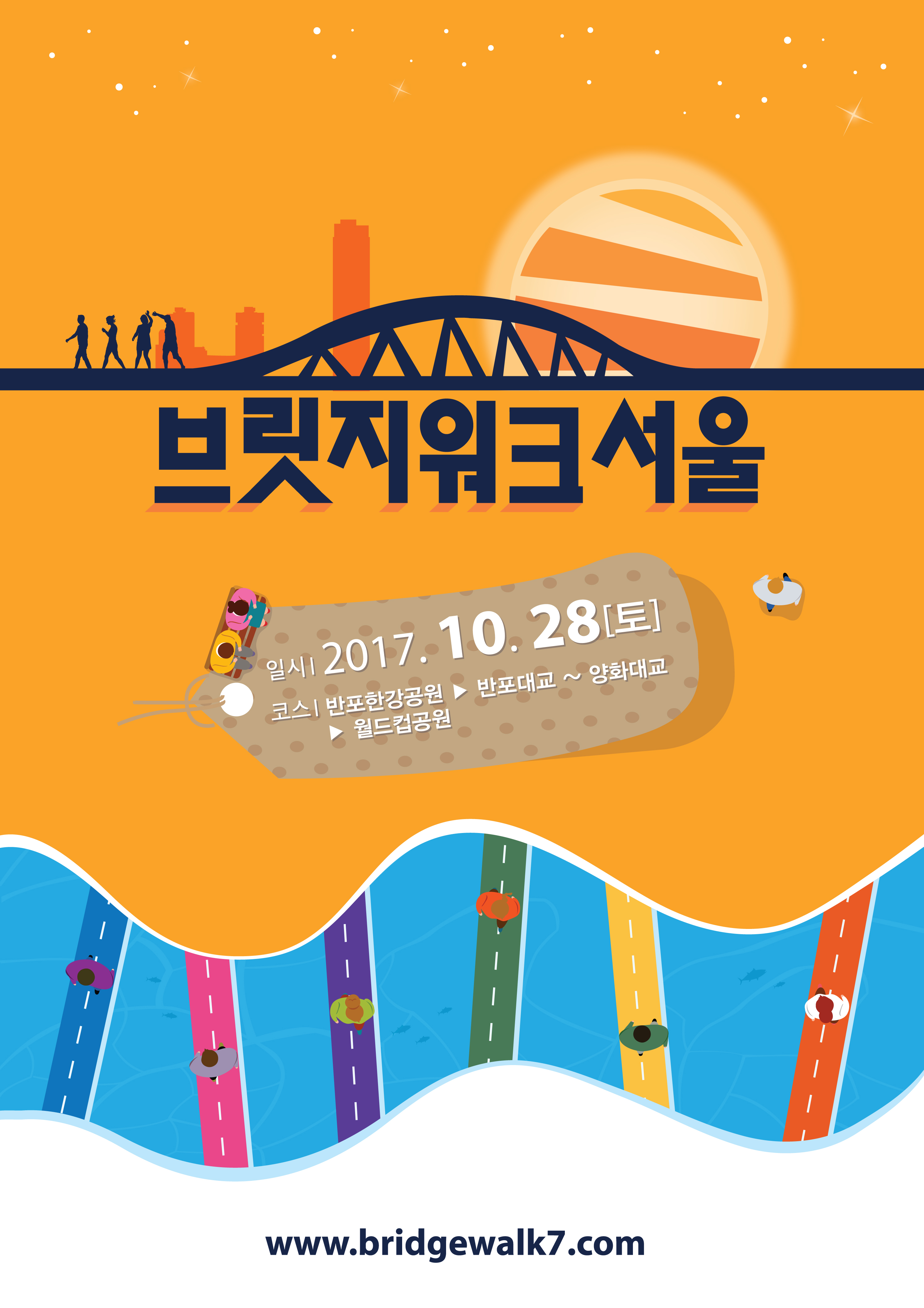
브릿지워크서울

2017 브릿지워크서울 (2017 Bridge Walk Seoul) 은 2017년 10월 28일 가을 오후, 서울특별시 한강 다리 위를 걷는 도심 속 이색 걷기 대회이다.
(주)블렌트에서 주최하고, 서울특별시한강사업본부가 후원한다.
올해로 첫 개최하는 이번 대회는 반포한강공원에서 시작하며, 대회명에 걸 맞게 반포대교와 원효대교, 마포대교, 양화대교 등 5개의 다리를 지나 난지한강공원을 거쳐 평화공원 잔디광장으로 이어지는 코스를 따라 한강다리 위를 건너는 최초의 대회이다.
경쟁 방식이 아닌 비경쟁 방식으로 제한시간 5시간 30분 이내에 들어오면 완보로 인정이 되고 마라톤에서 얻을 수 없는 걷기만의 매력을 만끽할 수 있다.
긴 레이스 후 충분한 휴식을 즐길 수 있도록 캠핑 컨셉의 휴게 공간인 Rest zone이 마련되며, 마사지, 걷기 전후의 건강을 체크할 수 있는 Health zone, 버스킹 콘서트 와 브랜드 이벤트, 푸드 존 행사 등 다양한 프로그램을 즐길수 있고 도착지에서 벌어지는 할로윈 피크닉을 통해 대회 참가자들은 물론 일반 시민들도 함께 즐길 수 있는 축제의 장이 마련된다.

## 찾아가는 길
- 반포한강공원
- ● 서울 지하철 7호선 반포역
- ● 수도권 전철 3호선, ● 서울 지하철 7호선, ● 서울 지하철 9호선 고속터미널역

- 서울월드컵공원
- ● 서울 지하철 6호선 마포구청역
- ● 서울 지하철 6호선 월드컵경기장(성산)역

## 코스구성
반포한강공원 달빛광장 → 반포대교(잠수교) → 한강대교 → 원효대교 → 마포대교 → 양화대교 → 평화공원연결 브릿지 → 평화공원 평화잔디광장

## 경기방식
비경쟁 (제한시간 5시간 30분)

## 프로그램
- 공연, 부대 이벤트外
- 할로윈 피크닉, 버스킹 콘서트